# Roques de la Crida
Les Roques de la Crida és una muntanya de 845 metres que es troba al municipi de la Llacuna, a la comarca de l'Anoia.